# Selección de fútbol de la Unión Soviética
La selección de fútbol de la Unión Soviética (en ruso: Сбо́рная СССР по футбо́лу, romanizado: Sbórnaya SSR po futbolu) fue el equipo formado por jugadores de nacionalidad soviética que representó desde 1923 hasta 1991 a la Federación de Fútbol de la Unión Soviética en las competiciones oficiales organizadas por la UEFA y la FIFA.
La selección soviética estuvo precedida por la selección de fútbol de la RSFS de Rusia y la selección de fútbol del Imperio ruso, que sería también su sucesora bajo el nombre de selección de fútbol de Rusia tras la desintegración de la unión. La FIFA además considera a la selección de fútbol de la Comunidad de Estados Independientes como el equipo sucesor entre ambas, asignándole sus antiguos registros, aunque un gran porcentaje de los jugadores del equipo provenían del exterior de la ya citada RSFS de Rusia y principalmente de la República Socialista Soviética de Ucrania. Ante la controversia de la situación política después de la desintegración de la unión, algunos jugadores como Andréi Kanchelskis, de la antigua RSS de Ucrania, continuaron sirviendo en el nuevo equipo de fútbol ruso.
A partir de 1958, la URSS se ausentaría de la Copa Mundial únicamente en dos ocasiones, en las ediciones de 1974 de Alemania y la de 1978 de Argentina, asistiendo a las restantes siete fases finales. Su mejor resultado fue un cuarto puesto en 1966 en Inglaterra, cuando perdieron ante la selección alemana occidental en semifinales por 2-1. Se clasificó también para cinco eurocopas, ganando la edición inaugural del torneo celebrada en Francia en 1960, cuando vencieron a la selección yugoslava en la final por 2-1 en una época en que el fútbol tenía gran protagonismo internacional en la Europa del Este. Terminaron como subcampeones en tres ocasiones: en la edición de 1964 de España, en la de 1972 de Bélgica y en la de 1988 de Alemania Federal. Asimismo, fueron cuartos en la edición de 1968 de Italia, cuando, habiendo empatado con la anfitriona selección italiana en semifinales, fueron relegados al partido por el tercer puesto tras un azaroso lanzamiento de moneda. Entre sus logros consta también una medalla de oro olímpica en los Juegos Olímpicos de 1956 celebrados en Melbourne y en los Juegos de 1988 de Seúl.
Los logros se extendieron a las categorías inferiores, donde vencieron en la inauguración del Mundial de Fútbol Juvenil (posterior sub-20) en 1977 y el Mundial de Fútbol Sub-17 en 1987.
Tras su participación en el Mundial de Italia 90 y haberse clasificado para la Eurocopa 1992, el seleccionado dejó de existir en consecuencia de la disolución del país. Los quince países resultantes de esta disolución conformaron cada uno de ellos por separado su propia selección de fútbol. Las selecciones más fuertes sucesoras de la URSS han sido la selección de fútbol de Rusia, la de Ucrania y la de Uzbekistán, debido a sus grandes actuaciones en la Copa Mundial de Fútbol, en la Eurocopa (Ucrania y Rusia) y en la Copa Asiática (Uzbekistán). En este sentido, la FIFA considera a la selección rusa como sucesora directa del seleccionado soviético y le adjudica todas sus estadísticas y logros.

## Historia

### Primeras décadas (1923-1956)

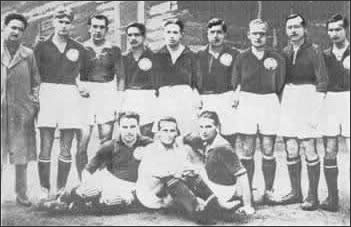
Selección de fútbol soviética del año 1924

El primer partido internacional jugado por un equipo soviético se produjo en agosto de 1923, luego de nueve meses de la creación de la URSS, cuando el equipo de la RSFS de Rusia derrotó a Suecia por 2-1 en Estocolmo. El primer partido formalmente reconocido jugado por la URSS tuvo lugar un año después, con una victoria de 3-0 sobre Turquía. Este y un partido de vuelta en Ankara fueron los únicos partidos internacionales de la URSS reconocidos oficialmente antes a los Juegos Olímpicos de 1952, aunque disputó varios amistosos no oficiales contra Turquía en la década de 1930. Las Olimpiadas de 1952 fue el primer torneo competitivo que participó la URSS. En la ronda preliminar derrotó a Bulgaria por 2-1 y empató en puntos en la primera ronda con Yugoslavia. Durante el partido contra Yugoslavia llegó a ser derrotada por 5-1, pero una reaparición soviética en los últimos 15 minutos resultó en un empate por 5-5. El partido se jugó nuevamente y Yugoslavia ganó por 3-1.

### Disputas en Suecia y el triunfo

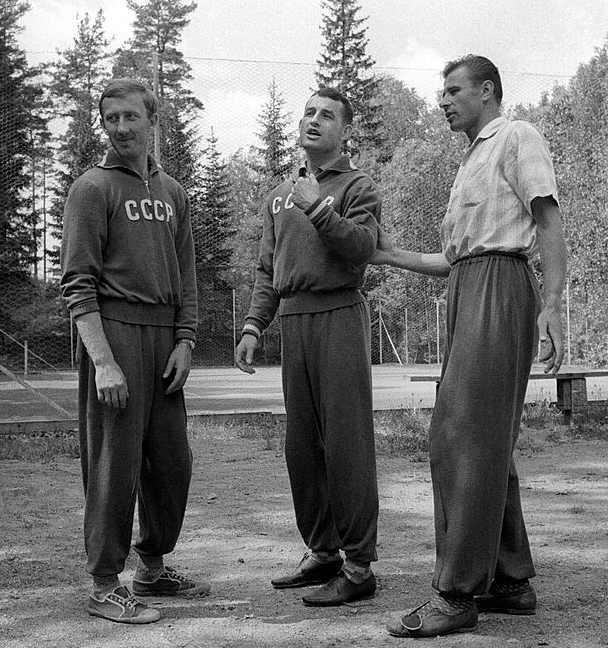
Ígor Netto, Serguéi Sálnikov y Lev Yashin durante la Copa Mundial de Fútbol de 1958

La URSS entró por primera vez en la Copa Mundial de Fútbol en el torneo de 1958, después de un partido de clasificación contra Polonia. Figurando en un grupo con Brasil, Inglaterra y Austria, en el que consiguieron tres puntos en total, uno contra Inglaterra y dos contra Austria. La URSS e Inglaterra fueron a un partido de desempate, en el que Anatoli Ilyin anotó un gol en el minuto 67 para noquear a Inglaterra. Luego, en los cuartos de final, la URSS fue eliminada por Suecia, el anfitrión del torneo.
La edición inaugural de la Eurocopa en 1960 marcó la cumbre de los logros del fútbol soviético. Avanzando fácilmente a los cuartos de final, el equipo tenía previsto enfrentarse a España, pero debido a las tensiones de la Guerra Fría, España se negó a viajar a la URSS, lo que resultó en una victoria por no tener oponente. En la semifinal, el equipo soviético derrotó a Checoslovaquia por 3-0 y llegó a la final, donde se enfrentaría a Yugoslavia.
En la final, Yugoslavia anotó primero, pero la URSS, liderada por su portero Lev Yashin, igualó en el minuto 49. Después de 90 minutos, el marcador fue de 1-1 y Víktor Ponedélnik anotó a los siete minutos de tiempo extra para darle a los soviéticos la Eurocopa inaugural.

### El final del equipo de los sueños dirigido por Kachalin
En la Copa del Mundo de 1962, el equipo soviético estuvo en el grupo 1 con Yugoslavia, Colombia y Uruguay. El partido entre la URSS y Colombia terminó 4-4; Colombia anotó una serie de goles (minutos 68, 72 y 86) entre los cuales se encuentra el único gol olímpico en la historia de un mundial. El portero estrella Lev Yashin tuvo una pobre actuación tanto contra Colombia como contra Chile. Su mala forma fue considerada como una de las principales razones por las que el equipo de la URSS no tuvo mucho éxito en el torneo.
En 1964 la URSS trató de defender su título de la Eurocopa, al derrotar a Italia en los últimos 16 minutos (2-0, 1-1) y alcanzar los cuartos de final. Después de dos partidos contra Suecia, el equipo soviético ganó en el global (1-1, 3-1). Luego fue a España, donde se disputaban las finales. En las semifinales, la URSS derrotó a Dinamarca por 3-0 en Barcelona, pero sus sueños de ganar nuevamente el título se desvanecieron cuando perdieron la final contra la anfitriona España.
En 1965 la selección viajó en una gira por el mundo de preparación el nuevo mundial, donde logró grandes triunfos.

### Finales de los años 60: las semifinales en la Copa del Mundo y las Eurocopas
La Copa del Mundo de 1966 fue el torneo mundial en que el equipo de la URSS alcanzó su mejor resultado, al terminar como cuarto. La URSS estuvo en el grupo 4 con Corea del Norte, Italia y Chile. En los tres partidos, el equipo de la URSS logró derrotar a sus rivales. Luego derrotó a Hungría en los cuartos de final gracias a la eficacia de su estrella, Lev Yashin. Pero su éxito terminó con dos derrotas en los días 25 y 28 de julio, contra la Alemania Federal en las semifinales y contra Portugal por el tercer lugar, respectivamente. El equipo de 1966 fue el segundo equipo soviético con más goles en la historia de la Copa del Mundo, con diez goles.
Para la Eurocopa de 1968, la competencia de clasificación se jugó en dos etapas: una fase de grupos, que tuvo lugar desde 1966 hasta 1968, y los cuartos de final, jugados en 1968. Una vez más, solo cuatro equipos podrían alcanzar las finales que se llevaron a cabo en Italia. La semifinal entre la URSS e Italia terminó con un empate de 0-0. Se decidió tirar una moneda para ver quien llegaba a la final, en lugar de jugar una repetición. Italia ganó y pasó a la final para luego convertirse en campeona de Europa. El 8 de junio de 1968, los soviéticos fueron derrotados por Inglaterra en el partido por el tercer del lugar.
En 1969 estuvieron en Brasil para jugar un amistoso, donde fueron derrotados por el Atlético Mineiro por dos goles a uno.

### Segundo intento de Kachalin
La Copa Mundial de 1970 comenzó con el partido entre México y la URSS. Durante este partido, el equipo soviético se convirtió en el primer equipo en hacer una sustitución en la historia de la Copa del Mundo. Los otros rivales de su grupo fueron Bélgica y El Salvador. El equipo soviético se clasificó fácilmente para los cuartos de final, donde perdió contra Uruguay en el tiempo extra. Esta fue la última vez que la URSS llegó a los cuartos de final.
La fase final de la Eurocopa de 1972 tuvo lugar entre el 14 y el 18 de junio de 1972. Una vez más, solo cuatro equipos fueron a las finales. Los soviéticos derrotaron a Hungría por 1-0, con un gol en el segundo tiempo. La final fue entre la Alemania Federal y la URSS. El partido terminó con una victoria del equipo alemán gracias al fútbol eficaz de Gerd Müller. Este torneo fue uno de los dos torneos en los que la URSS terminó como subcampeón.

### Decepciones en la década de 1970
El resto de la década de 1970 fue sombría para los soviéticos. Luego de finalizar primeros en el grupo 9 de la clasificación para el Mundial de 1974 y de empatar 0-0 la ida del repechaje ante Chile, fueron descalificados por su negativa a jugar la vuelta después del golpe de Estado sucedido en ese país en 1973. No pudieron clasificarse para la siguiente edición disputada en Argentina, luego de finalizar un punto debajo de Hungría, clasificado para la repesca UEFA-Conmebol que finalmente terminarían ganando los húngaros.
En cuanto a torneos continentales, la URSS salió victorioso del grupo 6 en la clasificación para la Eurocopa 1976 tras superar a Irlanda, Turquía y Suiza. No obstante, cayó en cuartos de final ante Checoslovaquia por un resultado global de 4-2.

### Béskov recupera el equipo

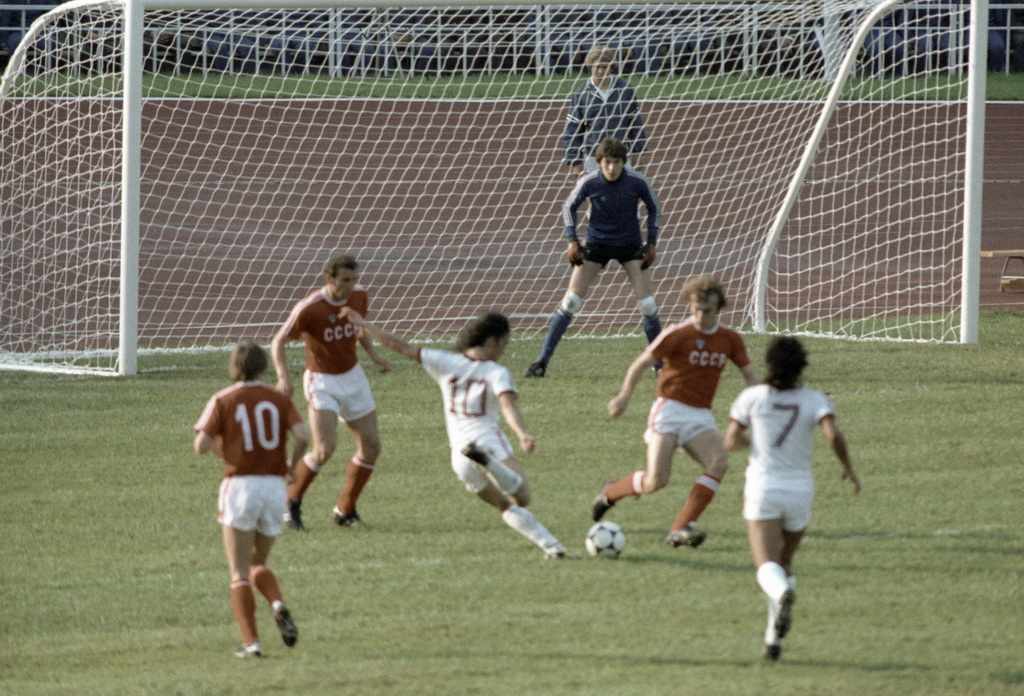
Los equipos de fútbol de la URSS y de Venezuela durante los XXII Juegos Olímpicos de Moscú de 1980

La Copa del Mundo de 1982 fue la primera aparición de la URSS en los grandes torneos de la década. La URSS estuvo en el grupo 6 con Brasil, Escocia y Nueva Zelanda. Los goles de Sócrates y Éder marcaron la derrota del equipo soviético contra Brasil en el partido del primer grupo (a pesar de que fue un partido muy difícil para los brasileños). Finalmente fueron eliminados en la segunda fase, luego de terminar en segundo lugar en el grupo, al derrotar a Bélgica solo por 1-0 y empatar contra Polonia con un resultado de 0-0.
En 1984 los soviéticos tampoco lograron clasificarse para la Eurocopa, pero sí consiguieron la clasificación para el Mundial de 1986. La URSS estuvo en el grupo C con Hungría, Francia y Canadá, donde disfrutó de exitosa fase de grupos al anotar nueve goles y terminar el grupo en el primer lugar. Parecía que el equipo soviético había logrado olvidar su actuación sin éxito en 1982, pero perdió ante la sorpresiva Bélgica por 3-4 en la ronda 16 después del tiempo extra. A pesar de su pobre desempeño en la Copa, el equipo de la URSS fue el más goleador en la historia de la Copa del Mundo, con doce goles.
Tras no haber clasificado durante tres veces consecutivas para la Eurocopa (1976, 1980 y 1984), los soviéticos consiguieron clasificarse para la competición de 1988, que sería la última vez en que la selección de fútbol de la URSS disputaría el Campeonato Europeo de Fútbol. La fase final se realizó en Alemania Occidental, con la participación de ocho equipos. La URSS acabó como líder del grupo B por encima de los Países Bajos y alcanzó las semifinales. Allí los soviéticos derrotaron a Italia por 2-0. En la final entre la URSS y los Países Bajos, que había sido su rival en el grupo B, los neerlandeses ganaron el partido con un resultado claro y se convirtieron en los campeones de Europa.
El último torneo disputado por el equipo soviético fue el Mundial de Italia 90, donde estuvieron en el grupo B con Argentina, Camerún y Rumania. El único éxito de la URSS en todo el torneo llegó cuando se las arreglaron para vencer a los líderes del grupo, Camerún, por 4-0. El equipo soviético perdió sus otros partidos y no pudo clasificarse en el grupo.
El equipo llegó a clasificar para la Euro 1992, pero la disolución de la URSS hizo que su lugar fuera tomado por la selección de fútbol de la Comunidad de Estados Independientes. Al finalizar el torneo, las antiguas repúblicas soviéticas compitieron separadas como naciones independientes y la FIFA asignó el registro del equipo soviético a Rusia.

## Uniforme y escudo

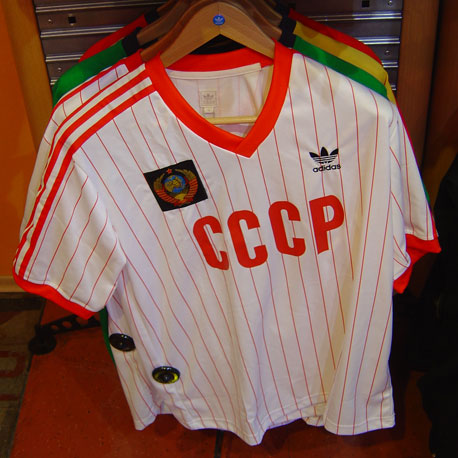
Camiseta de la selección soviética en 1980

| 1958-1989 (local) | Mundial 1966 (vs. Corea) | Mundial 1970 (vs. Bélgica) | 1975 (vs. Irlanda) | Mundial 1982 (visitante) | Mundial 1986 (visitante) | Juegos Olímpicos 1988 | Mundial 1990 (local) |  | Mundial 1990 (visitante) |  | 1991 (disolución de la URSS) |  |

## Estadísticas

### Copa Mundial de Fútbol
| Copa Mundial de Fútbol             | Copa Mundial de Fútbol | Copa Mundial de Fútbol | Copa Mundial de Fútbol | Copa Mundial de Fútbol | Copa Mundial de Fútbol | Copa Mundial de Fútbol | Copa Mundial de Fútbol |
| Año                                | Ronda                  | J                      | G                      | E                      | P                      | GF                     | GC                     |
| ---------------------------------- | ---------------------- | ---------------------- | ---------------------- | ---------------------- | ---------------------- | ---------------------- | ---------------------- |
| 1930                               | No participó           | No participó           | No participó           | No participó           | No participó           | No participó           | No participó           |
| 1934                               | No participó           | No participó           | No participó           | No participó           | No participó           | No participó           | No participó           |
| 1938                               | No participó           | No participó           | No participó           | No participó           | No participó           | No participó           | No participó           |
| 1950                               | No participó           | No participó           | No participó           | No participó           | No participó           | No participó           | No participó           |
| 1954                               | No participó           | No participó           | No participó           | No participó           | No participó           | No participó           | No participó           |
| 1958                               | Cuartos de final       | 5                      | 2                      | 1                      | 2                      | 5                      | 6                      |
| 1962                               | Cuartos de final       | 4                      | 2                      | 1                      | 1                      | 9                      | 7                      |
| 1966                               | Cuarto lugar           | 6                      | 4                      | 0                      | 2                      | 10                     | 6                      |
| 1970                               | Cuartos de final       | 4                      | 2                      | 1                      | 1                      | 6                      | 2                      |
| 1974                               | Se retiró              | Se retiró              | Se retiró              | Se retiró              | Se retiró              | Se retiró              | Se retiró              |
| 1978                               | No clasificó           | No clasificó           | No clasificó           | No clasificó           | No clasificó           | No clasificó           | No clasificó           |
| 1982                               | Segunda ronda          | 5                      | 2                      | 2                      | 1                      | 7                      | 4                      |
| 1986                               | Octavos de final       | 4                      | 2                      | 1                      | 1                      | 12                     | 5                      |
| 1990                               | Fase de grupos         | 3                      | 1                      | 0                      | 2                      | 4                      | 4                      |
| Vease Selección de fútbol de Rusia |                        |                        |                        |                        |                        |                        |                        |
| Total                              | 7/14                   | 31                     | 15                     | 6                      | 10                     | 53                     | 34                     |

### Eurocopa
| Eurocopa                                                            | Eurocopa     | Eurocopa     | Eurocopa     | Eurocopa     | Eurocopa     | Eurocopa     | Eurocopa     |
| Año                                                                 | Ronda        | J            | G            | E            | P            | GF           | GC           |
| ------------------------------------------------------------------- | ------------ | ------------ | ------------ | ------------ | ------------ | ------------ | ------------ |
| 1960                                                                | Campeón      | 2            | 2            | 0            | 0            | 5            | 1            |
| 1964                                                                | Subcampeón   | 2            | 1            | 0            | 1            | 4            | 2            |
| 1968                                                                | Semifinales  | 2            | 0            | 1            | 1            | 0            | 2            |
| 1972                                                                | Subcampeón   | 2            | 1            | 0            | 1            | 1            | 3            |
| 1976                                                                | No clasificó | No clasificó | No clasificó | No clasificó | No clasificó | No clasificó | No clasificó |
| 1980                                                                | No clasificó | No clasificó | No clasificó | No clasificó | No clasificó | No clasificó | No clasificó |
| 1984                                                                | No clasificó | No clasificó | No clasificó | No clasificó | No clasificó | No clasificó | No clasificó |
| 1988                                                                | Subcampeón   | 5            | 3            | 1            | 1            | 7            | 4            |
| Vease Selección de fútbol de la Comunidad de Estados Independientes |              |              |              |              |              |              |              |
| Total                                                               | 5/8          | 13           | 7            | 2            | 4            | 17           | 12           |

## Jugadores

### Última convocatoria
Jugadores convocados para el partido de la Clasif. de la Eurocopa de 1992 ante la selección chipriota el 13 de noviembre de 1991.
| #  | Nombre                | Posición       | Edad | PJ | Goles | Club                          |
| -- | --------------------- | -------------- | ---- | -- | ----- | ----------------------------- |
| 1  | Dmitri Jarin          | Portero        | 23   | 5  | -2    | CSKA Moscú                    |
| 2  | Andréi Chernyshov     | Defensa        | 23   | 17 | 0     | F. C. Dinamo de Moscú         |
| 3  | Vasili Kulkov         | Defensa        | 25   | 19 | 0     | S. L. Benfica                 |
| 4  | Ájrik Tsveiba         | Defensa        | 25   | 17 | 1     | F. C. Dinamo de Kiev          |
| 5  | Dmitri Galiamin       | Defensa        | 28   | 11 | 0     | R. C. D. Espanyol             |
| 6  | Ígor Shalímov         | Centrocampista | 22   | 19 | 2     | A. C. D. Foggia Calcio        |
| 7  | Alekséi Mijailichenko | Centrocampista | 28   | 35 | 9     | Rangers F. C.                 |
| 8  | Andréi Kanchelskis    | Centrocampista | 24   | 16 | 2     | Manchester United F. C.       |
| 9  | Oleg Kuznetsov        | Defensa        | 28   | 57 | 1     | Rangers F. C.                 |
| 10 | Oleg Protásov         | Delantero      | 27   | 67 | 28    | Olympiakos S.F.P.             |
| 11 | Ígor Kolyvánov        | Delantero      | 23   | 18 | 2     | A. C. D. Foggia Calcio        |
| 12 | Stanislav Cherchésov  | Portero        | 28   | 9  | –6    | F. C. Spartak de Moscú        |
| 13 | Kajaber Tsjadadze     | Defensa        | 23   | 0  | 0     | G. I. F. Sundsvall            |
| 14 | Serguéi Yurán         | Delantero      | 22   | 12 | 3     | S. L. Benfica                 |
| 15 | Aleksandr Mostovói    | Centrocampista | 23   | 12 | 3     | F. C. Spartak de Moscú        |
| 16 | Ígor Kornéyev         | Centrocampista | 24   | 5  | 3     | R. C. D. Espanyol             |
|    |                       |                |      |    |       |                               |
|    |                       |                |      |    |       |                               |
|    |                       |                |      |    |       |                               |
| DT | Anatoli Býshovets     |                |      |    |       | Bandera de la Unión Soviética |

## Estadísticas de Jugadores
Las siguientes estadísticas incluyen a los jugadores con más partidos disputados y más goles anotados con la selección soviética, desde su creación hasta su desaparición. El listado está actualizado a diciembre de 1991.
| #  | Nombre              | Carrera   | Partidos | Goles |
| -- | ------------------- | --------- | -------- | ----- |
| 1  | Oleg Blojín         | 1972-1988 | 112      | 42    |
| 2  | Rinat Dasaev        | 1979-1990 | 91       | 0     |
| 3  | Albert Shesterniov  | 1961-1971 | 90       | 0     |
| 4  | Anatoli Demianenko  | 1981-1990 | 80       | 6     |
| 5  | Volodímir Bezsónov  | 1977-1990 | 79       | 4     |
| 6  | Serguéi Aléinikov   | 1984-1991 | 77       | 6     |
| 7  | Lev Yashin          | 1954-1967 | 74       | 0     |
| 8  | Murtaz Jurtsilava   | 1965-1973 | 69       | 6     |
| 9  | Oleg Protásov       | 1984-1991 | 68       | 29    |
| 10 | Valeri Voronin      | 1960-1968 | 66       | 5     |
| 11 | Oleg Kuznetsov      | 1986-1991 | 63       | 1     |
| 12 | Volodímir Kaplichni | 1968-1974 | 62       | 0     |
| 13 | Valentín Ivanov     | 1956-1965 | 59       | 26    |
| 14 | Vaguiz Jidiatulin   | 1978-1990 | 58       | 6     |
| 15 | Gennadi Litóvchenko | 1984-1990 | 58       | 15    |
| 16 | Víktor Kólotov      | 1970-1978 | 55       | 22    |
| 17 | Ígor Netto          | 1952-1965 | 54       | 4     |
| 18 | Ígor Chislenko      | 1959-1968 | 53       | 20    |
| 19 | Yevgueni Lovchev    | 1969-1977 | 52       | 1     |
| 20 | Anatoli Banishevski | 1965-1972 | 50       | 19    |

| #  | Jugador              | Carrera   | Goles (Partidos) | Promedio |
| -- | -------------------- | --------- | ---------------- | -------- |
| 1  | Oleg Blojín          | 1972-1988 | 42 (112)         | 0.375    |
| 2  | Oleg Protásov        | 1984-1991 | 29 (68)          | 0.426    |
| 3  | Valentín Ivanov      | 1956-1965 | 26 (59)          | 0.441    |
| 4  | Eduard Streltsov     | 1955-1968 | 25 (38)          | 0.658    |
| 5  | Víktor Kólotov       | 1970-1978 | 22 (55)          | 0.4      |
| 6  | Víktor Ponedélnik    | 1960-1966 | 20 (29)          | 0.69     |
| 6  | Ígor Chislenko       | 1959-1968 | 20 (53)          | 0.377    |
| 8  | Anatoli Banishevski  | 1965-1972 | 19 (50)          | 0.38     |
| 9  | Anatoli Ilín         | 1952-1959 | 16 (31)          | 0.516    |
| 10 | Anatoli Býshovets    | 1966-1972 | 15 (39)          | 0.385    |
| 10 | Gennadi Litóvchenko  | 1984-1990 | 15 (58)          | 0.259    |
| 12 | Fiódor Cherenkov     | 1979-1990 | 12 (34)          | 0.353    |
| 13 | Serguéi Salnikov     | 1954-1958 | 11 (20)          | 0.55     |
| 13 | Volodímir Oníschenko | 1972-1977 | 11 (44)          | 0.25     |
| 13 | Slava Metreveli      | 1958-1970 | 11 (48)          | 0.229    |
| 16 | Nikita Simonián      | 1954-1958 | 10 (20)          | 0.5      |
| 16 | Ramaz Shengelia      | 1979-1983 | 10 (26)          | 0.385    |
| 16 | Yuri Gavrílov        | 1978-1985 | 10 (46)          | 0.217    |

## Entrenadores
A lo largo de la historia del combinado soviético, han sido veinte los seleccionadores que han dirigido al equipo. En contraposición con otras selecciones, donde con frecuencia pueden observarse seleccionadores de nacionalidad distinta al equipo que dirigen, no fue así en el caso soviético. Desde el primer seleccionador, Mijaíl Kozlov, hasta el último, Anatoli Býshovets, antes de la disolución de la URSS en 1991 (que pasaría a dirigir al combinado sucesor), disputaron un total de casi cuatrocientos encuentros.
Entre los entrenadores más destacados en cuanto a logros y títulos con la selección destacan Gavriil Kachalin tras proclamarse campeón de Europa, en la primera edición del torneo celebrada en 1960 en Francia, y campeón olímpico tras lograr la medalla de oro en los Juegos Olímpicos de 1956 celebrados en Melbourne. Y el ya citado Anatoli Býshovets, que consiguió la segunda medalla de oro olímpica del combinado, significando un gran final para la etapa soviética y para el auge del fútbol del este de Europa, que viviría sus mejores años desde la mitad de la década de los 50 hasta la mitad de los 80, en que no conseguiría repetir éxitos tras su disolución en distintos Estados.

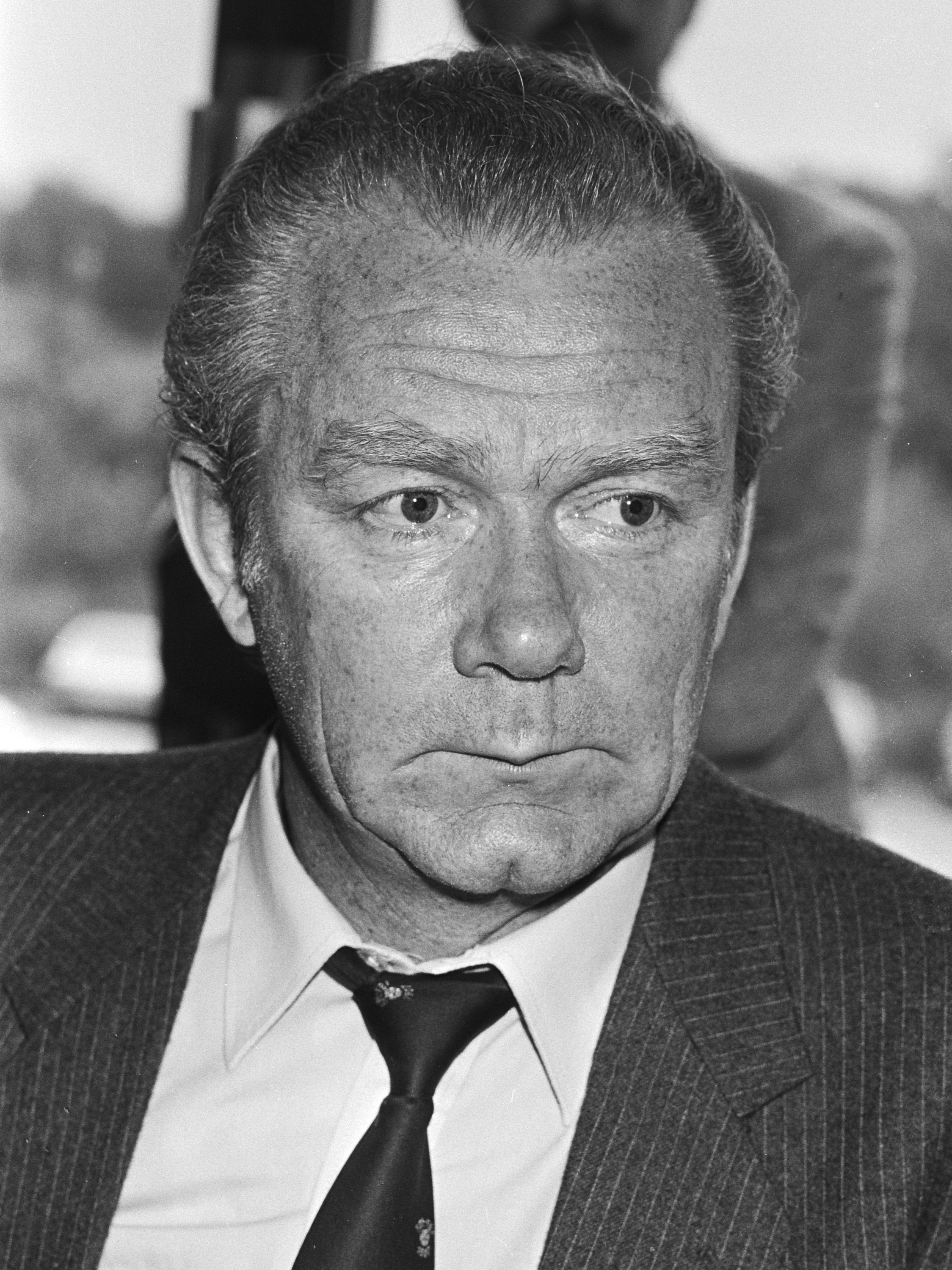
Valeri Lobanovsky es el técnico que más dirigió al seleccionado soviético, finalista en la Eurocopa 1988.

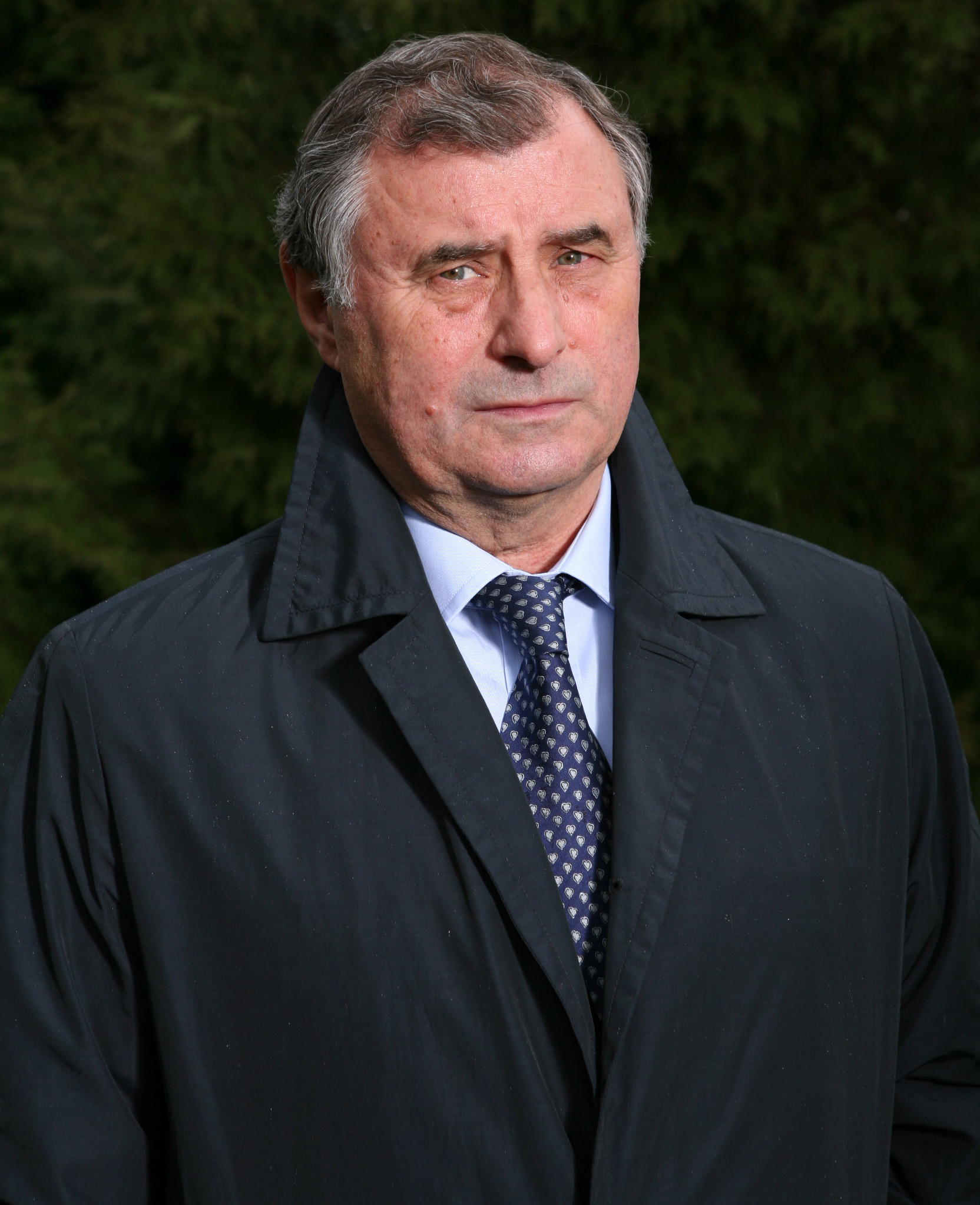
Anatoli Býshovets fue el último seleccionador soviético antes de la disolución de la URSS.

| Entrenador           | Años    | PJ | PG | PE | PP | GF | GC | % Vict. | Ronda final             |
| -------------------- | ------- | -- | -- | -- | -- | -- | -- | ------- | ----------------------- |
| Mijaíl Kozlov        | 1924-35 | —  | —  | —  | —  | —  | —  | —       | —                       |
| Comisión técnica     | 1935-52 | —  | —  | —  | —  | —  | —  | —       | —                       |
| Borís Arkádiev       | 1952    | 3  | 1  | 1  | 1  | 8  | 9  | 33.33   | JJ. OO. 1952            |
| Vasili Sokolov       | 1954    | 2  | 1  | 1  | 0  | 8  | 1  | 50      | —                       |
| Gavriil Kachalin     | 1955-58 | 34 | 22 | 6  | 6  | 88 | 35 | 64.71   | JJ. OO. 1956, WC 1958   |
| Gueorgui Glazkov     | 1959    | 1  | 1  | 0  | 0  | 3  | 1  | 100     | —                       |
| Mijaíl Yakushin      | 1959    | 2  | 2  | 0  | 0  | 2  | 0  | 100     | —                       |
| Gavriil Kachalin     | 1960-62 | 22 | 16 | 2  | 4  | 49 | 20 | 72.73   | Euro 1960, WC 1962      |
| Nikita Simonián      | 1963    | 1  | 0  | 0  | 1  | 0  | 1  | 0       |                         |
| Konstantín Béskov    | 1963-64 | 9  | 4  | 4  | 1  | 14 | 7  | 44.44   | Euro 1964               |
| Nikita Simonián      | 1964    | 1  | 0  | 1  | 0  | 2  | 2  | 0       |                         |
| Nikolái Morózov      | 1964-66 | 31 | 15 | 9  | 7  | 51 | 33 | 48.39   | WC 1966                 |
| Mijaíl Yakushin      | 1967-68 | 28 | 16 | 7  | 5  | 51 | 31 | 57.14   | Euro 1968               |
| Gavriil Kachalin     | 1969-70 | 18 | 9  | 7  | 2  | 29 | 11 | 50      | WC 1970                 |
| Valentín Nikoláyev   | 1970-71 | 13 | 8  | 5  | 0  | 24 | 5  | 61.54   | —                       |
| Nikolái Guliáyev     | 1972    | 4  | 2  | 1  | 1  | 6  | 4  | 50      | —                       |
| Aleksandr Ponomariov | 1972    | 15 | 8  | 4  | 3  | 27 | 17 | 53.33   | JJ. OO. 1972, Euro 1972 |
| Guermán Zonin        | 1972    | 3  | 1  | 0  | 2  | 1  | 2  | 33.33   |                         |
| Yevgeni Goriánski    | 1973    | 10 | 3  | 2  | 5  | 6  | 6  | 30      | —                       |
| Konstantín Béskov    | 1974    | 3  | 1  | 0  | 2  | 1  | 4  | 33.33   | —                       |
| Valeri Lobanovski    | 1975-76 | 19 | 11 | 4  | 4  | 33 | 18 | 57.89   | JJ. OO. 1976            |
| Valentín Nikoláyev   | 1976    | 2  | 0  | 1  | 1  | 0  | 2  | 0       | —                       |
| Nikita Simonián      | 1977-79 | 27 | 18 | 4  | 5  | 60 | 22 | 66.67   | —                       |
| Konstantín Béskov    | 1979-82 | 28 | 17 | 8  | 3  | 54 | 19 | 60.71   | WC 1982                 |
| Oleh Bazilevich      | 1979    | 1  | 1  | 0  | 0  | 3  | 1  | 100     | —                       |
| Valeri Lobanovski    | 1982-83 | 10 | 6  | 3  | 1  | 18 | 6  | 60      | —                       |
| Eduard Maloféyev     | 1984-86 | 25 | 14 | 3  | 8  | 37 | 23 | 56      | —                       |
| Valeri Lobanovski    | 1986-87 | 17 | 9  | 6  | 2  | 31 | 11 | 52.94   | WC 1986                 |
| Nikita Simonián      | 1988    | 1  | 1  | 0  | 0  | 4  | 0  | 100     | —                       |
| Yuri Morózov         | 1988    | 4  | 1  | 2  | 1  | 5  | 5  | 25      | —                       |
| Valeri Lobanovski    | 1988-90 | 31 | 16 | 6  | 9  | 42 | 29 | 51.61   | Euro 1988, WC 1990      |
| Anatoli Býshovets    | 1990-92 | 28 | 12 | 11 | 5  | 39 | 24 | 42.86   | Euro 1992               |

## Estadios en calidad de local
- Desde el primer juego de la Selección Soviética (16 de noviembre de 1924 vs. Turquía), fueron utilizados los siguientes estadios para los encuentros en condición de local.
| Estadio                   | Ciudad     | Periodo   | PJ  | PG | PE | PP | GF  | GC |
| ------------------------- | ---------- | --------- | --- | -- | -- | -- | --- | -- |
| Estadio Lenin             | Moscú      | 1956-1992 | 78  | 50 | 18 | 10 | 151 | 50 |
| Estadio Central           | Kiev       | 1969-1990 | 12  | 10 | 1  | 1  | 27  | 6  |
| Estadio Lenin Tbilisi     | Tbilisi    | 1967-1987 | 10  | 6  | 1  | 3  | 19  | 9  |
| Estadio Dynamo            | Moscú      | 1954-1971 | 9   | 7  | 2  | 0  | 41  | 8  |
| Estadio Lokomotiv         | Simferopol | 1979-1989 | 4   | 4  | 0  | 0  | 11  | 1  |
| Estadio Kirov             | Leningrado | 1967-1984 | 3   | 3  | 0  | 0  | 8   | 1  |
| Estadio Hrazdan           | Ereván     | 1978      | 2   | 2  | 0  | 0  | 12  | 2  |
| Estadio Central Lokomotiv | Moscú      | 1979-1988 | 2   | 2  | 0  | 0  | 5   | 1  |
| Estadio Central           | Volgogrado | 1977      | 1   | 1  | 0  | 0  | 4   | 1  |
| Estadio Vorovsky          | Moscú      | 1924      | 1   | 1  | 0  | 0  | 3   | 0  |
| Estadio del Mar Negro     | Odesa      | 1974      | 1   | 0  | 0  | 1  | 0   | 1  |
| Totales                   | Totales    | 1924-1992 | 123 | 86 | 22 | 15 | 281 | 80 |

- Estadísticas incluyen solo juegos oficiales reconocidos por FIFA.

## Palmarés
| Torneo           | Primer puesto          | Segundo puesto                        |
| ---------------- | ---------------------- | ------------------------------------- |
| Eurocopa         | 1 Primer puesto (1960) | 3 Segundo puestos (1964, 1972 y 1988) |
| Juegos Olímpicos | 2 (1956 y 1988)        | 3 Segundo puestos (1972, 1976 y 1980) |

### Selección sub-21
- Eurocopa Sub-21 (3): 1976, 1980 y 1990.
- Torneo Esperanzas de Toulon (1): 1979.

### Selección sub-20
- Copa Mundial de Fútbol Sub-20 (1): 1977.
  - Subcampeonatos (1): 1979.

### Selección sub-19
- Campeonato Europeo Sub-19 (6): 1966, 1967, 1976, 1978, 1988 y 1990.

### Selección sub-17
- Copa Mundial de Fútbol Sub-17 (1): 1987.
- Campeonato Europeo Sub-17 (1): 1985.

## Selecciones sucesoras
| - Rusia (UEFA) - Ucrania (UEFA) - Bielorrusia (UEFA) - Estonia (UEFA) - Letonia (UEFA) - Lituania (UEFA) | - Georgia (UEFA) - Armenia (UEFA) - Azerbaiyán (UEFA) - Moldavia (UEFA) - Kazajistán (UEFA) | - Kirguistán (AFC) - Tayikistán (AFC) - Turkmenistán (AFC) - Uzbekistán (AFC) |